# Gorony
Gorony (románul Goruia) falu Romániában, a Bánságban, Krassó-Szörény megyében.

## Fekvése
Oravicabányától északra, a Karas mellett, Karasszentgyörgy északi szomszédjában fekvő település.

## Története
Gorony nevét 1437-ben kenesius de Garulia néven Krassófő vidékén említette először oklevél. 1597-ben Goruya, 1690-1700 között Goruny, 1723-ban Goruje, 1808-ban Goruja, 1913-ban Gorony néven írták.
1851-ben Fényes Elek írta a településről: „Krassó vármegyében, a Karas vize mellett, 23 katolikus, 1232 óhitű lakossal, anyaemplommal, vendégfogadóval. Földesura a kamara.”
1910-ben 809 lakosából 788 román, 15 német volt. Ebből 786 görögkeleti ortodox, 21 római katolikus, volt.
A trianoni békeszerződés előtt Krassó-Szörény vármegye Resicabányai járásához tartozott.